# طفو محايد
الطفو المحايد  أو العوم المحايد هو حالة فيزيائية تكون فيها كثافة جسم ما مُساوية لكثافة المائع المحيط به وحينها يُسمّى بالجسم المعلق. قوة الطفو تعادل قوة الجاذبية وإن كانت غير ذلك فإن الجسم سيبدأ بالانغمار وذلك إذا كانت كثافة الجسم أكثر من كثافة المائع المغمور فيه أو يرتفع إذا كانت أقل. ولكن في حالة الطفو المحايد فإن الجسم لن ينغمر ولا يرتفع.

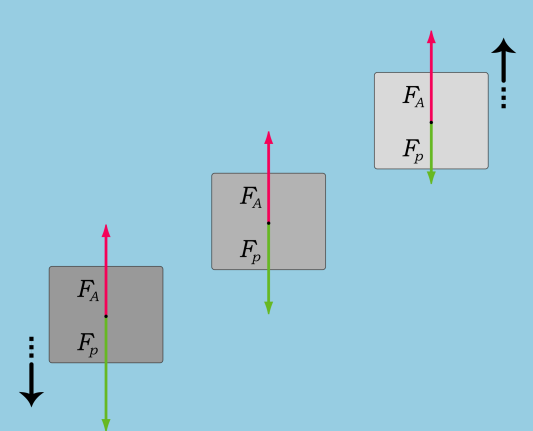
توازن القوى على جسم، في حالة ما إذا كانت قوى الطفو، موجبة، أو محايدة، أو سالبة (من اليسار لليمين).

في غوص التنفس تحت الماء، المقدرة على المحافظة على قوة الطفو المحايد خلال التنفس المضبوط والمنتظم، ووزن الغوّاص بدقة، وتنظيم معوّض الطفو هي مهارة مهمة للغوّاص. يُحافظ الغواص على قوة الطفو المحايد عن طريق التصحيح المستمر لعوامل الكثافة والطفو، كضبط التنفس بانتظام، وذلك لأن الطفو المحايد هو حالة غير مستقرة للجسم القابل للانضغاط في سائل.

## التاريخ
الرياضياتي أرخميدس اكتشف الكثير عن كيفية عمل قوى الطفو قبل أكثر من 2,000 سنة. من خلال أبحاثه، اكتشف أرخميدس أن قوة طفو الجسم في المائع تساوي وزن المائع المزاح. وبتعبير آخر، فإن القارب القابل للنفخ الذي يزيح 45 كجم من الماء، يُدفع بقوة مقدارها نفس وزنه. الجسم الطافي على الماء تؤثر فيه قوى طفو موجبة. بينما الجسم المغمور في الماء تؤثر عليه قوى طفو سالبة، بينما الجسم الذي يبقى مُعلّقاً في نفس مستوى الماء تؤثر عليه قوى طفو مُحايدة. اكتشف العلماء لاحقاً طُرقاً للحفاظ على قوى الطفو المحايدة والتأثير عليها، وكذلك تطوير مُعدّات وأدوات سلامة مثل وسيلة الطفو الشخصية الممتلئة بالهواء المضغوط، وتساعد على تخفيض كثافة الغارق المتوسطة، ومساعدته على الطفو والسباحة، وكذلك في بعض أدوات الغوص المحددة كالغواصات وغيرها والتي تحتوي على غرف من الهواء شبيهة بأكياس السباحة للمحافظة على العمق.

## الاستعمالات
الطفو عامل مهم في العديد من المجالات. تُشكّل القوارب، والسفن والطائرات المائية بطريقة لضمان بقائها عائمة. الغواصات تتحكم وتتلاعب بقوى الطفو والكثافة لجعلها تنغمر وتطفو حسب الطلب. العديد من الأجسام طُوّرت مع وضع كثافتها وقوة الطفو في عين الاعتبار لا بشكل عبثي، ومنها: أحزمة النجاة والعوّامات.

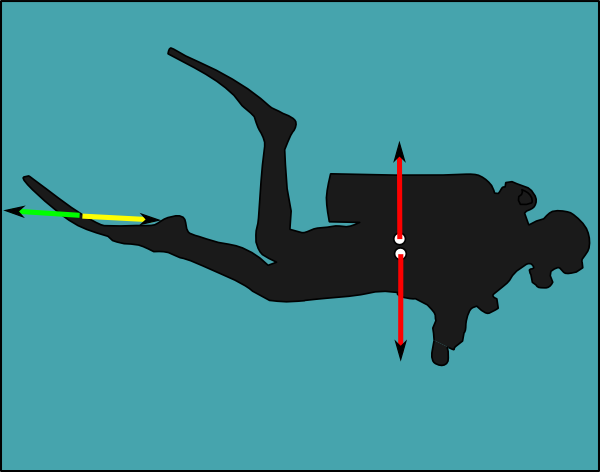
قوة الطفو المحايد للغوّاص لا تحتاج لتجديث الغوّاص نفسه حتى يُحافظ على العمق المتواجد فيه.

الطفو عامل أساسي في مُعظم ألعاب الرياضة المائية. العديد من السباحين يعلمون إنه توجد طرق تسهل من عملية الطفو على السطح، مثل الاستلقاء على الظهر أثناء السباحة أو أخذ نفس كامل. يمكن مُلاحظة قوة الطفو بشكل أقوى، عند محاولة الغوص لأسفل بركة السباحة، فيُلاحظ منه أن السباحة تصبح أصعب وأصعب وتتطلب جهداً كبيراً. يواجه الغواصون العديد من المشاكل، منها معرفة الغواص كيفية الطفو، وكيفية الوصول لمرحلة الطفو المحايد، وكيفية الانغمار أكثر في الماء. وغالباً ما يرتدي الغواصون أجسام ثقيلة لمقاومة قوى الطفو الموجبة لأجسامهم وعِدّتِهِم.

### محاكاة انعدام الوزن
الطفو المحايد يُستعمل في تدريب روّاد الفضاء للعمل في ظروف انعدام الوزن في الفضاء. ناسا وبرنامج الفضاء الروسي ابتكرا مميزات تساعد متدربي رواد الفضاء مرتادي بزتهم الفضائية أن يتعاملوا مع ظروف الفضاء القاسية. في مختبر أنظمة الفضاء التابع لجامعة ماريلاند، حوض الطفو المحايد يعمل بشكل مشابه لتحديد أداء روبوتات النموذجية في الفضاء.

## الخصائص
عند حدوث الطفو المحايد على جسم ما، فإنه يبدو للمُشاهد بإنه يُحلّق في الوسط المائع، وأحياناً بين القاع والسطح.

## ظهوره في الطبيعة
مثانة العوم للسمكة تتلاعب بالطفو المحايد عن طريق التحكم بكمية الهواء الموجودة فيها، سامحةً لها بالعوم في أعماق مُختلفة. مؤثرة بذلك على كثافة السمكة لتصبح أعلى أو أقل من كثافة الماء المحيط، وذلك لاختلاف كثافة الهواء في مثانتها.
يظهر الطفو المحايد في دماغ الإنسان كنتيجة لتعلّقه في السائل الدماغي. وزن دماغ الإنسان الفعلي هو حوالي 1,400 غرام؛ وبالرغم من ذلك فإن الوزن الصافي له وهو مُعلّق في السائل الدماغي مُساوي لكتلة 25 جرام. حيث يكون الدماغ حينها في حالة طفو محايد، التي تسمع له لضبط كثافته دون ارتباطها بوزنه الفعلي، والذي بدون تواجد الدماغ في هذه الحالة سيؤدي إلى قتل الخلايا العصبية وقطع مجرى الدم في الأجزاء السفلى منه.